# Лю Фулін
Лю́ Фулі́н (кит.: 劉弗陵; піньїнь: Liú Fúlíng; 94—74 до н. е.) — китайський державний і політичний діяч, імператор з династії Хань. Син Лю Че.
Посмертне ім'я — Імператор Чжао.
Девізи правління:
- Шіюань (86—80 до н. е.)
- Юаньфен (80—75 до н. е.)
- Юаньпен (74 до н. е.)